# Agía Ánna (Larnaca)
Pour les articles homonymes, voir Agía Ánna.
Agía Ánna (grec moderne : Αγία Άννα) est un village de Chypre de plus de 339 habitants.